# Heinrich Aschenbrenner
Heinrich Aschenbrenner (* 8. Juli 1895 in Krankenhagen; † 11. Dezember 1960 in Bielefeld) war ein deutscher Generalleutnant der Luftwaffe im Zweiten Weltkrieg.

## Leben
Aschenbrenner trat nach Ausbruch des Ersten Weltkriegs am 31. August 1914 in das II. Ersatz-Bataillon des 4. Hannoverschen Infanterie-Regiments Nr. 164 der Preußischen Armee ein. Anfang November 1914 kam er zum I. Bataillon die Westfront. Von Mitte März bis Mitte Mai 1915 absolvierte er einen Reserveoffizieranwärterlehrgang und wurde im Anschluss daran zum Leutnant der Reserve (Militär) befördert. Nach einer kurzzeitigen Verwendung beim I. Ersatz-Bataillon kehrte er zu seinem Stammregiment an die Front zurück und war hier bis Anfang Januar 1917 als Zug- und Kompanieführer im Einsatz. Anschließend absolvierte Aschenbrenner eine Fliegerausbildung und diente im Kampfgeschwader 2 der Obersten Heeresleitung. Am 25. Oktober 1918 wurde er mit Rangdienstalter vom 1. September 1915 zu den aktiven Offizieren der Armee überführt. Für sein Wirken während des Krieges wurde er mit beiden klassen des Eisernen Kreuzes und dem Verwundetenabzeichen in Schwarz ausgezeichnet.
Nach Kriegsende wurde Aschenbrenner am 1. Oktober 1919 als Zugführer in die Kraftfahr-Abteilung 20 der Vorläufigen Reichswehr übernommen. Ein Jahr später folgte in dieser Funktion seine Versetzung in das Infanterie-Regiment 3. Ab 1. Oktober 1921 war er als Kompanieoffizier in der 1. (Preußische) Nachrichten-Abteilung in Königsberg tätig und stieg am 1. April 1925 zum Oberleutnant auf. Am 30. September 1926 nahm er offiziell seinen Abschied, um als Ausbilder bei der Geheimen Fliegerschule und Erprobungsstätte der Reichswehr in Lipezk/Sowjetunion zu wirken.
Aschenbrenner kehrte nach Deutschland zurück, wurde in der Reichswehr reaktiviert, war ab 1. Oktober 1929 in der Festung Küstrin tätig und wurde am 1. Februar 1930 zum Hauptmann befördert. Am 30. September 1931 wurde er aus dem Militärdienst verabschiedet.
Zum 1. Oktober 1933 nahm Aschenbrenner aus Ausbilder an Flugtrainingskursen in Braunschweig teil, bevor er als Gruppenleiter für Technische Entwicklung der Ausrüstung im Technischem Amt des Reichsluftfahrtministeriums tätig und am 1. Januar 1935 als Major offiziell in die neugegründete Luftwaffe übernommen wurde. Er wurde nachfolgend am 1. Oktober desselben Jahres zum Kommandeur der Lehr-Abteilung in der Luftnachrichtenschule in Halle (Saale) ernannt, am 1. März 1937 in dieser Eigenschaft zum Oberstleutnant befördert und gleichzeitig zum Kommandeur der Luftnachrichten-Lehr- und Versuchsabteilung in Köthen ernannt. Am 1. April 1938 wurde er zum Kommandeur des Luftnachrichten-Versuchs-Regimentes ernannt, wobei am 1. Juni 1939 in dieser Position seine Beförderung zum Oberst erfolgte. Nach dem Beginn des Zweiten Weltkriegs war er ab dem 1. Oktober 1939 als Luftwaffenattaché an der Deutschen Botschaft in Moskau tätig.
Am 29. Juni 1941 wurde er Höherer Nachrichtenführer bei der Luftflotte 2. Nach Beförderung zum Generalmajor am 1. August 1942 wurde er am 21. September desselben Jahres mit dem Deutschen Kreuz in Silber ausgezeichnet und am 1. Oktober 1942 zum Höheren Nachrichtenführer beim Oberbefehlshaber der Luftwaffe ernannt. Zugleich diente er ab dem 1. Oktober 1943 als Höherer Nachrichtenführer bei der Luftflotte 5. Am 1. August 1944 wurde er zum Generalleutnant befördert. Mit der Bedingungslosen Kapitulation der Wehrmacht geriet Aschenbrenner am 8. Mai 1945 als Inspizient für ausländisches Personal Ost beim Oberkommando der Luftwaffe in amerikanische Kriegsgefangenschaft, aus der er im März 1948 entlassen wurde.